# Kur rogacz
Kur rogacz, kur czterorogi(Myoxocephalus quadricornis) – gatunek ryby skorpenokształtnej z rodziny głowaczowatych.

## Występowanie
Przybrzeżne wody Oceanów Atlantyckiego i Arktycznego oraz połączonych z nimi mórz, na głębokościach do 100 m. Spotykany również w zimnych, głębokich wodach słodkich Ameryki Północnej i w północnej Europie (jeziora w Szwecji oraz Jezioro Onega).

## Opis
Osiąga zwykle 25–30 cm, maksymalnie do 60 cm. Ciało krępe, lekko grzbietobrzusznie spłaszczone, zwężające się ku tyłowi, nagie (bez łusek). Szeroka głowa z dużym otworem gębowym w położeniu końcowym, z wysoko osadzonymi oczami, licznymi naroślami i kolcami. Charakterystyczne cztery kostne narośla na szczycie głowy (nie występują u form słodkowodnych), ostre kolce na wieczku skrzelowym. Dwie płetwy grzbietowe, druga dużo większa i dłuższa, szerokie płetwy piersiowe. 

## Odżywianie
Żywi się małymi skorupiakami i rybami.

## Ochrona
Na terenie Polski gatunek był objęty ścisłą ochroną gatunkową. Od 2014 r. podlega ochronie częściowej.